# كارل فريدمان
كارل فريدمان (بالإنجليزية: Carl Freedman)‏ هو تاجر أعمال فنية بريطاني، ولد في 1965.